# Jane Austen dans la culture populaire

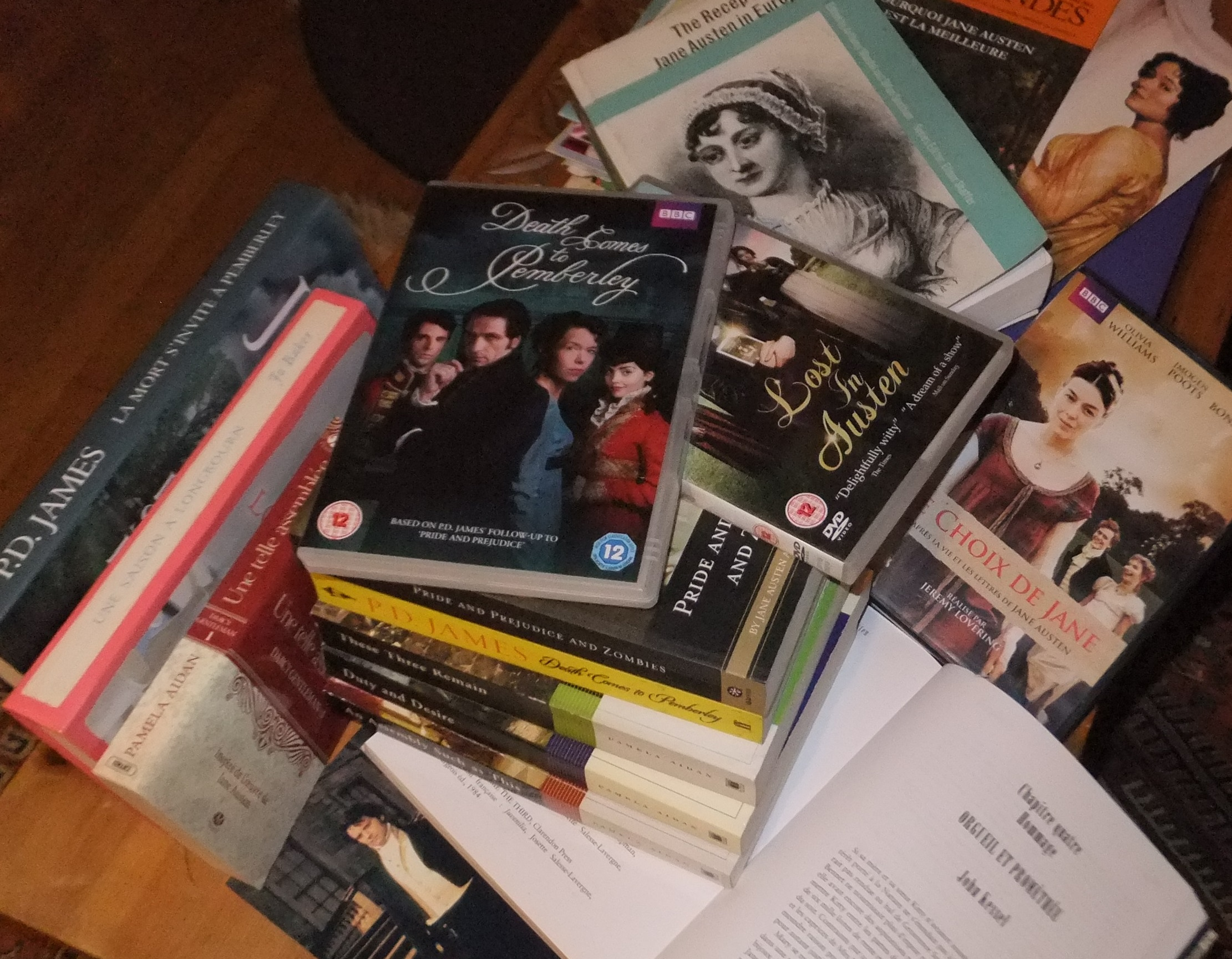
Signes de la popularité de Jane Austen : littérature « para-austenienne » et adaptations pour grand et petit écran…

La culture populaire s'est emparée de l'univers qu'a créé Jane Austen à partir du deuxième tiers du XXe siècle et le phénomène s'est amplifié depuis, grâce à l'audiovisuel et à internet. Aucun autre écrivain n'a inspiré une dévotion aussi généralisée dans le monde anglo-saxon : sur le plan académique, elle est rangée parmi les romanciers les plus influents et honorés de la littérature anglaise, mais elle est aussi la romancière la plus prisée du grand public qui en a développé une image populaire et familière, ayant débouché sur un véritable culte autour de sa vie et de son œuvre. Elle est désormais mondialement connue, grâce à la diffusion de multiples adaptations au cinéma et à la télévision (très variables dans leur fidélité à son œuvre) plus que par ses romans eux-mêmes.
Jane Austen écrivait pour ses contemporains, déployant ses intrigues dans le cadre relativement étroit du monde qu'elle connaissait et dans lequel elle vivait. C'est la parution fin 1869 de A Memoir of Jane Austen (Souvenir de Jane Austen, écrit par son neveu James Edward Austen-Leigh) qui la révèle à un large public, entraînant un brutal accroissement de sa notoriété. À l'époque, ses admirateurs les plus ardents étaient des hommes érudits et cultivés, des littérateurs, éditeurs, romanciers ou écrivains. Mais les éditions populaires et illustrées de ses romans, à partir des années 1880-1890, ressortissent plutôt à la littérature sentimentale et un peu mièvre destinée à un lectorat féminin : c'est dans ce cadre que Georgette Heyer invente en 1935 le roman d'amour « Régence », directement inspiré de son œuvre.
À la fin du XXe siècle, des ouvrages « modernes » qui reprennent et transposent ses intrigues sont devenus des succès d'édition, comme Le Journal de Bridget Jones (1996), inspiré par Orgueil et Préjugés, surtout dans sa version cinéma (2001). De même, un film comme Clueless (1995), version actualisée d'Emma, qui se passe à Beverly Hills, est devenu un phénomène culturel et a donné naissance à sa propre série télévisée.
Des préquelles et des suites sont aussi inventées autour de ses personnages par des admirateurs parfois célèbres, comme John Kessel et P. D. James, ou des écrivains de romances, et le phénomène, amplifié avec internet et les sites en ligne, a donné naissance à tout une « littérature para-austenienne » qui utilise les canevas et les canons austeniens, mais tend plus souvent vers le conformisme et les clichés du roman sentimental que vers l'ironie et l'élégance de son style.
Jane Austen étant « entrée dans le domaine public », le culte porté à sa personne et à son œuvre a donné naissance à une industrie florissante : Bath, où elle a vécu quatre ans, honore sa mémoire avec son Jane Austen Centre en créant des évènements (Festival Jane Austen en septembre) et vendant des produits dérivés ; les sociétés austeniennes (JAS) éditent des revues (Persuasions) et organisent des rencontres, des centaines de blogs et de sites lui sont consacrés sur la toile…

## Représentations de Jane Austen

### Sur les écrans
Les sources biographiques étant limitées, la vie de Jane Austen n'a pas été portée à l'écran avant le XXIe siècle.

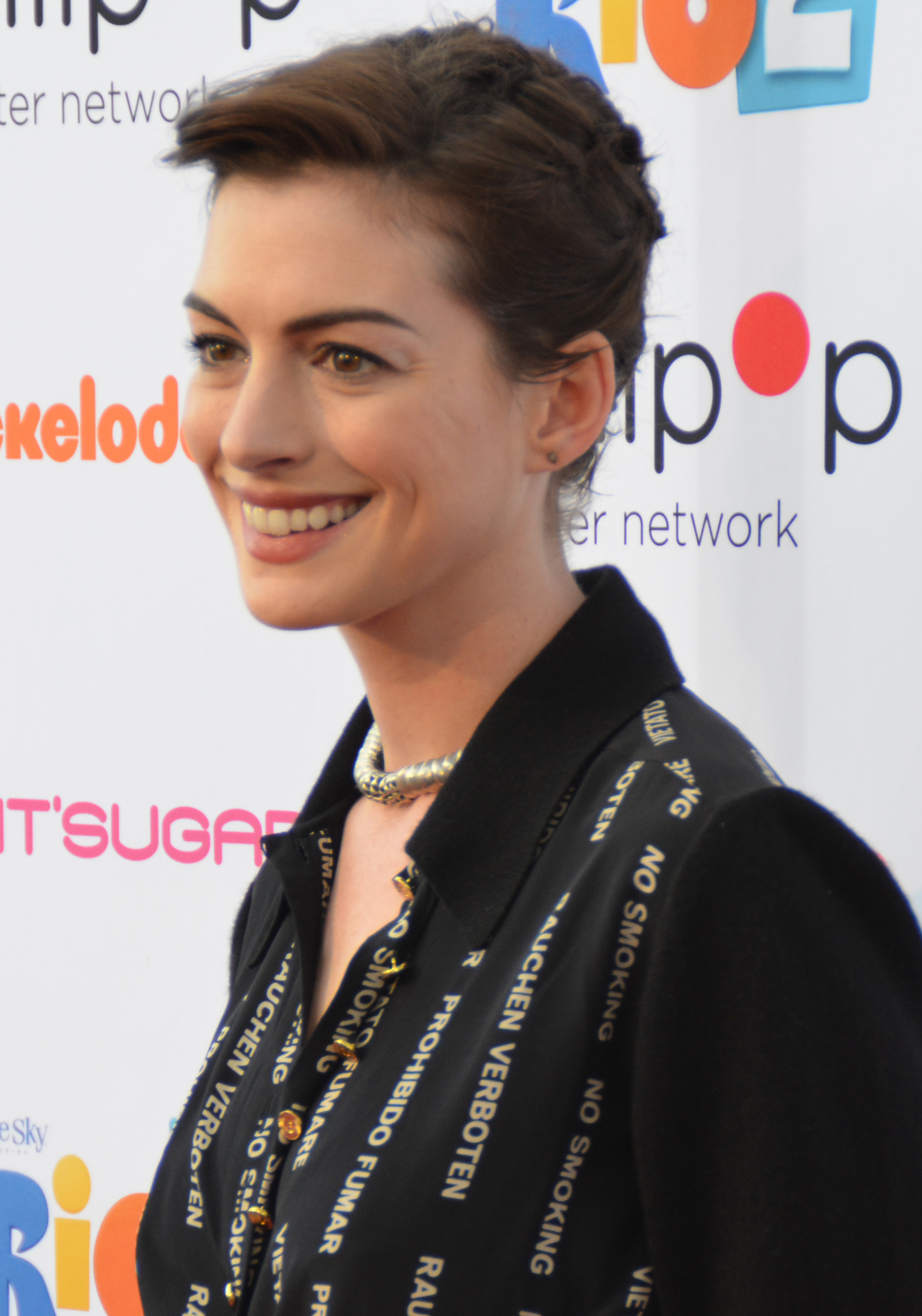
Anne Hathaway est Jane Austen au cinéma en 2007

En 2007, Anne Hathaway est Jane Austen dans Becoming Jane, de Julian Jarrold, tiré de l'ouvrage éponyme érudit et fouillé de Jon Hunter Spence, publiée en 2003. Le film, cependant, se concentre sur la jeunesse de Jane Austen, son développement en tant qu'auteur, et, en s'inspirant d’Orgueil et Préjugés, sa relation amoureuse présumée avec Thomas Lefroy (joué par James McAvoy).

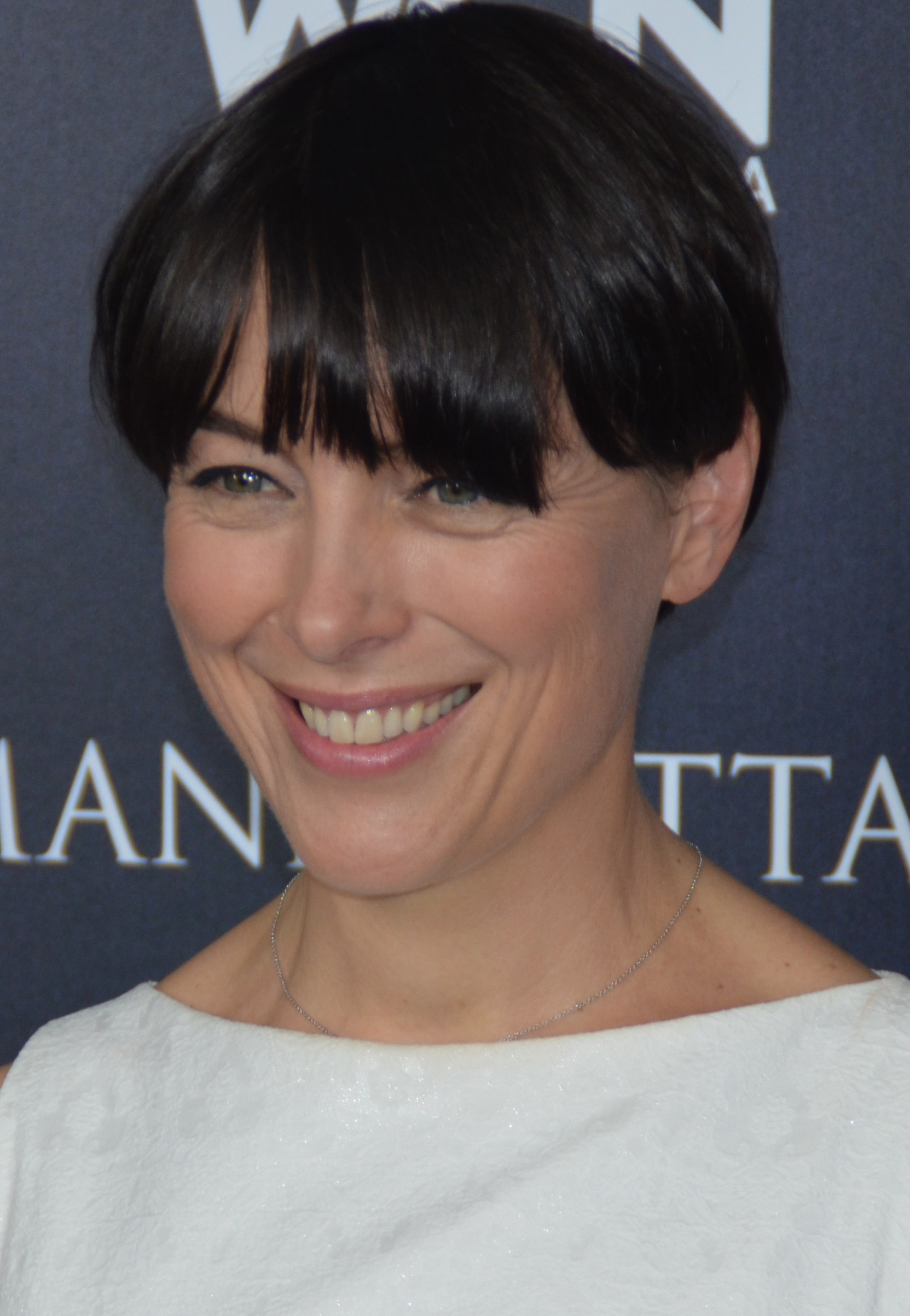
Olivia Williams est Jane Austen à la télévision en 2008

Miss Austen Regrets est un téléfilm britannique diffusé en 2008. Centré sur la relation entre Jane Austen (jouée par Olivia Williams) et l'une de ses nièces préférées, Fanny Knight (qu'interprète Imogen Poots), le téléfilm évoque les dernières années de la romancière, après l'écriture de Mansfield Park jusqu'à sa mort, en restant globalement fidèle au peu qu'on en connait aujourd'hui du fait de la faiblesse des sources disponibles : en s'appuyant sur les lettres conservées, le scénario semi-biographique montre Jane se retournant sur son passé et aidant sa nièce à trouver un mari.

### Au théâtre
En France une création originale sur l’œuvre de Jane Austen a été imaginée en 2008 par Lesley Chatterley (décédée en 2013) qui était HeadMaster d’Acting in English au Cours Florent. Écrite par Lesley Chatterley, Céline Devalan et Élodie Sörensen, Les 3 Vies de Jane Austen (sous-titrée celle qu’elle a vécue, celle dont elle a rêvé, celle qu’elle a écrite) fut créée en mars 2008 à Senlis, jouée au Festival Off d'Avignon la même année, reprise à Paris, au théâtre de l'Essaïon, en 2011 et, dans une nouvelle version, en 2012.

### En littérature
Jane Austen est présentée comme un détective amateur dans la série de romans policiers historiques « Jane Austen » de Stephanie Barron, commencée en 1996 et traduite en français dans la collection Labyrinthes à partir de 1998.
Kate Beaton, dessinatrice de BD canadienne, auteur de Diantre ! Un manant, Bande dessinée en ligne, a consacré l'un de ses strips à Jane Austen.

## Adaptations des romans
Outre des émissions radiophoniques ou des représentations théâtrales, les six romans de Jane Austen ont tous fait régulièrement l'objet d'adaptations audiovisuelles à la télévision britannique, essentiellement à partir de 1970, mais elles ont proliféré pendant les années 1995-1996, au cours desquelles furent tournées six adaptations, dont la moitié à Hollywood,. Les adaptations et transpositions de ces années-là ont généré nombre de produits dérivés. Les ménages commençant à être bien équipés en magnétoscopes, une très large diffusion est désormais possible, élargie depuis par les avancées technologiques. Le DVD, le Blu-ray et plus récemment le Web ont notablement accru la popularité de cet auteur, même en dehors de la sphère anglo-saxonne.
Les origines variées des transpositions à l'écran montrent que les questions qu'elle soulevait il y a deux siècles sont toujours d'actualité, mais aussi qu'il y a un décalage inévitable entre les horizons d'attente des lecteurs auxquels elle s'adressait et ceux d'un spectateur de la fin du XXe et du début du XXIe siècle.

### Pride and Prejudice(1813)

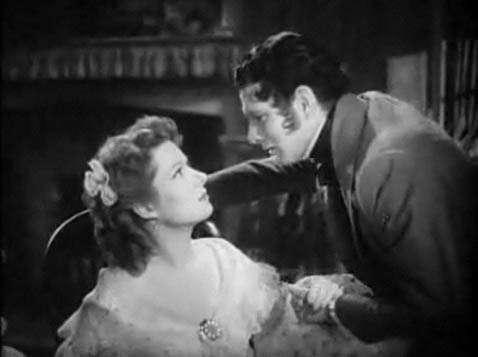
Greer Garson et Laurence Olivier dans Pride and Prejudice (1940).

Orgueil et Préjugés est le plus visuel des romans de Jane Austen, celui qui se prête le mieux à une adaptation sur écran. Premier à paraître à la télévision britannique, dès 1938, il n'a cessé d'être adapté ou transposé, à la télévision surtout, mais aussi au cinéma, au théâtre, et même sous forme d'une web-série, chaque adaptation reflétant la sensibilité de l'époque de sa création. Source du plus grand nombre d'adaptations fondées sur une œuvre austenienne, il est aussi celui qui génère le plus d'écrits romanesques (préquelles, suites, etc.).

#### Adaptations et transpositions au cinéma
Les diverses adaptations de ce grand classique de la littérature anglaise se rangent en différentes catégories : films d'époque (costume dramas), transpositions, adaptations libres ;
En 1940, Orgueil et Préjugés de Robert Z. Leonard, première tentative d'adaptation cinématographique, obéit à deux tendances : la volonté de restituer l'ironie de Jane Austen, et celle d'obtenir l'atmosphère légère caractéristique des comédies romantiques de l'âge d'or hollywoodien. Les rôles de Darcy et d'Elizabeth Bennet sont tenus par deux acteurs bien connus des théâtres londoniens : Laurence Olivier, auréolé de ses premiers succès hollywoodiens, et Greer Garson, la nouvelle star de la MGM.

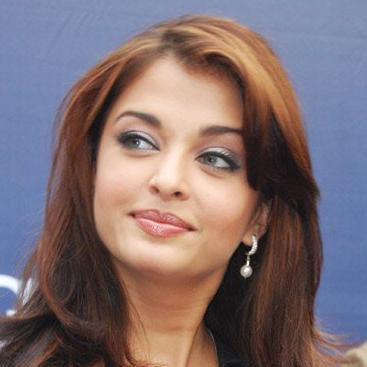
Aishwarya Rai interprète Lalita Bakshi (Lizzie Bennet) en 2004.

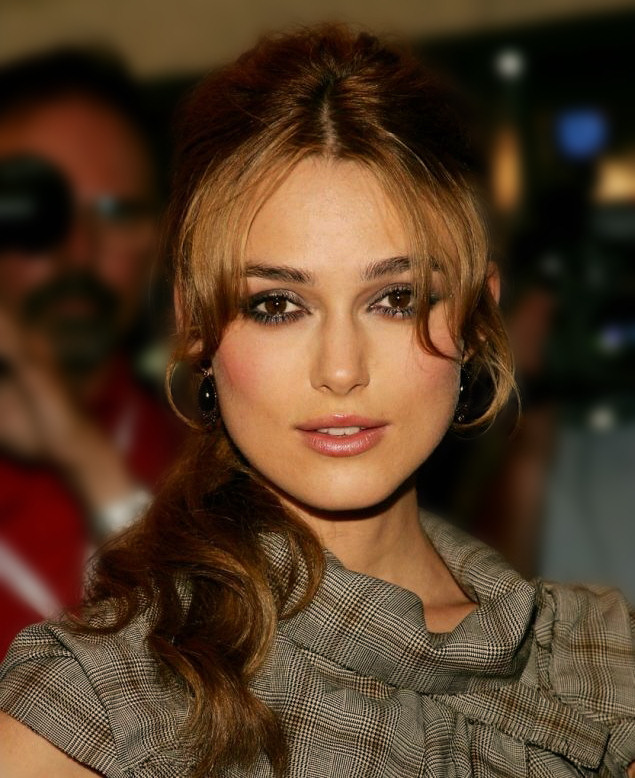
Keira Knightley interprète Elizabeth Bennet en 2005.

En 2001, Le Journal de Bridget Jones est une sorte de mise en abyme : adaptation du roman à succès d'Helen Fielding, sa trame principale reprend l'intrigue du roman. Les personnages de Daniel Cleaver et Mark Darcy sont librement inspirés des personnages de Wickham et Darcy dans la version d'Orgueil et Préjugés de 1995 pour la BBC. Le metteur en scène attend donc du spectateur qu'il ait vu la série télévisée, non qu'il ait lu le roman, d'où la présence de Colin Firth dans le rôle de Mark Darcy et le plongeon de Hugh Grant dans un lac, sans compter que la maison d'édition où travaille Bridget s'appelle Pemberley Publishing.
En 2004, avec Bride & Prejudice, Gurinder Chadha transpose l'intrigue dans l'Inde contemporaine, mêlant la tradition du film britannique avec les codes de Bollywood. L'intrigue est bâtie sur la confrontation entre deux mondes culturellement opposés, l'Inde, dont Lalita Bakshi (Aishwarya Rai) est très fière et l'Occident représenté par le riche investisseur américain Will Darcy (Martin Henderson), le douteux Johnny Wickham (Daniel Gillies) et l'ami de Darcy, l'Anglo-indien Balraj Bingley (Naveen Andrews).
En 2005 Joe Wright donne la deuxième adaptation « en costumes » du roman au cinéma, avec Keira Knightley et Matthew Macfadyen dans les rôles principaux. Les libertés prises avec le roman-source font du film une adaptation romantique, plus proche d'une œuvre des Brontë que de Jane Austen. L'Elizabeth de Keira Kneithley, insolente, provocante et sensuelle, a touché le jeune public.
Deux adaptations n'ont pas été projetées en France. Le Pride & Prejudice d'Andrew Black, sorti en 2003, est une transposition au XXe siècle dans une université mormone de l'Utah, qui relève du Chick flick. A Modern Pride and Prejudice de Bonny Mae, sous-titré A Modern Day Tale Of First Impressions (un conte moderne de premières impressions), tourné en 2011 dans le Colorado, n'est sorti qu'aux États-Unis en 2012.

#### À la télévision
Pride and Prejudice a bénéficié de bonne heure d'adaptations en Europe en dehors de la Grande-Bretagne :
il a été italianisé pour la jeune Rai Uno en 1957, adapté en néerlandais en 1961 (avec un changement de titre), et hispanisé en 1966 pour la Televisión Española.

##### Adaptations «en costumes»
Jusqu'au début des années 1960, les émissions étaient toutes réalisées en direct et en studio, y compris les trois adaptations en néerlandais, italien et espagnol. Il y en a eu trois produites par la BBC (1938, 1952, 1958) et deux diffusées sur des chaînes américaines (1949, 1956).
- 1938 : Pride and Prejudice de Michael Barry, première adaptation britannique, de 55 min, en noir et blanc et en direct[23]
- 1949 : Pride and Prejudice de Fred Coe, 17e épisode de la première saison de The Philco Television Playhouse, (États-Unis).
- 1952 : Pride and Prejudice de Campbell Logan, six épisodes diffusés en noir et blanc et en direct sur la BBC, du 2 février au 8 mars 1952.
- 1956 : Pride and Prejudice, épisode de l'Anthologie NBC Matinee Theater (en), diffusé en direct et en couleur sur NBC (États-Unis) le 1er octobre 1956.
- 1957 : Orgoglio e pregiudizio, adaptation en italien de Daniele D'Anza avec Virna Lisi et Franco Volpi[24]
- 1958 : Pride and Prejudice de Barbara Burnham, en six épisodes en noir et blanc et en direct, diffusés du 24 janvier au 28 février 1958 sur la BBC.
- 1961 : De vier dochters Bennet, adaptation en néerlandais par Cedric Wallis et Lo van Hensbergen, avec Lies Franken et Ramnes Shaffy[25].
- 1966 : Orgullo y Prejuicio, adaptation en espagnol de Alberto Gonzalez Vergel.

Les adaptations suivantes, toutes réalisées par la BBC, utilisent de plus en plus largement les tournages en décors naturels, timidement en 1967 et de façon extensive pour l'adaptation de 1995, dans laquelle un rôle majeur est conféré aux paysages anglais et aux propriétés patrimoniales.
- 1967 : Pride and Prejudice de Joan Craft et Campbell Logan, en six épisodes de 25 minutes diffusés du 10 septembre au 15 octobre 1967, première adaptation en couleurs, premiers tournages en extérieurs, pour le cent-cinquantenaire du roman.
- 1980 : Orgueil et Préjugés de Cyril Coke et Jonathan Powell, en cinq épisodes de 45 minutes diffusés pour la première fois du 13 janvier au 10 février 1980, avec Elizabeth Garvie et David Rintoul. Disponible en vidéocassettes dès 1985 (en DVD en 2004), cette adaptation, malgré une mise en scène académique, un peu lente et figée, est généralement considérée comme la plus respectueuse de l'intrigue et la plus fidèle à l'esprit du roman[27].
- 1995 : Orgueil et Préjugés de Sue Birtwistle et Simon Langton, avec Colin Firth et Jennifer Ehle ; diffusée pour la première fois en six épisodes de 50 minutes entre le 24 septembre et le 29 octobre 1995 sur BBC One, puis du 14 au 16 janvier 1996 aux États-Unis sur A&E Network, en trois doubles épisodes de 90 minutes. Véritable série culte au Royaume-Uni et dans d'autres pays de culture britannique, elle a fait très rapidement l'objet d'éditions en vidéocassettes, puis en DVD. Elle est devenue, en quelque sorte, l'adaptation de référence[28].

##### Œuvres dérivées
- En 1995 : Wishbone, le Jack Russell Terrier, héros de cette série télévisée américaine pour enfants, est Darcy dans l'épisode intitulé Furst Impressions diffusé le 1er janvier 1995[29].
- En 2008 : Orgueil et Quiproquos (Lost in Austen) de Dan Zeff avec Jemima Rooper, est une version fantastique, parodique et humoristique du roman et de ses principales adaptations, écrite par Guy Andrews. La même année, la télévision israélienne tourne une mini-série en six épisodes, située en Galilée, dans laquelle Darcy (devenu Nimrod Artzi) est un haut responsable israélien dans la technologie de pointe[30].

#### Sur Internet
The Lizzie Bennet Diaries, Web-série en 100 épisodes parue sur YouTube du 9 avril 2012 au 28 mars 2013, qui transpose l'intrigue au XXIe siècle, se présente comme le blog vidéo personnel de Lizzie Bennet, étudiante californienne préparant un diplôme en communication de masse. Elle y raconte avec humour ses relations conflictuelles avec sa mère et sa petite sœur Lydia, puis ses rapports compliqués et houleux avec le mystérieux William Darcy, propriétaire d'une entreprise du numérique Pemberley Digital.

#### Sur scène
Les adaptations pour la scène sont nombreuses et régulièrement montées au Royaume-Uni et aux États-Unis :
- 1922 : Pride and Prejudice : adaptation de Mary Steele MacKaye[31].
- 1935 : Pride and Prejudice : pièce sous-titrée A Sentimental Comedy in Three Acts adaptation de Helen Jerome, créée le 28 octobre 1935 à Philadelphie, source d'inspiration pour le film tourné en 1940[32].
- 1949 : Wedding at Pemberley : pièce en un acte de Anne et Arthur Russel.
- 2008 : Adaptation de John Jory.

En 2013, pour le bicentenaire, de nouvelles adaptations ont été créées : une adaptation de Laura Turner, montée par Chapterhouse Theatre Company, fut jouée tout l'été en Angleterre dans des parcs de demeures classées, ; celle de Simon Reade fut donnée au Regent's Park Open Air Theatre à Londres ; une adaptation d'Amy Whiterod et Joy Hellyer fut créée en juin à Wellington, en Nouvelle-Zélande, ; la nouvelle adaptation de Wendy Reynolds fut présentée à Chawton le 7 septembre.
Des comédies musicales ont aussi été tirées du roman :
- 1959 First Impressions : Comédie musicale de Broadway, créée le 19 mars 1959 à l'Alvin Theater à New York.
- 1995 Pride and Prejudice : comédie musicale de Bernard J. Taylor, créée en 1995 à Peoria, dans l'Illinois, et donnée du 11 au 14 mars 2009 à l'Elgiva Theatre, à Chesham, Buckinghamshire.
- 2009 Jane Austen’s PRIDE AND PREJUDICE, A Musical, comédie musicale de Lyndsay Warren Backer et Amanda Jacobs[39], plusieurs fois récompensée et rejouée.
- Pour le bi-centenaire, en 2013, Pride & Prejudice - The Musical, de Richard Croxford et Mark Dougherty, joué au Everyman Palace Theatre de Cork du 14 au 31 août et au Lyric Theatre de Belfast du 5 septembre au 6 octobre[40] ; et Pride & Prejudice: A New Musical, de Sam Balzac et Kathleen Recchia, créée pour Book & Blanket Players Youth Theatre, 10 et 11 août 2013 à New York[41].
- 2018 Création au Tron Theatre à Glasgow en Écosse de Pride and Prejudice* (*sort of) (en), comédie musicale d'Isobel McArthur, jouée à Londres au Criterion Theatre, dans le West End en 2021, et régulièrement en tournées entre 2019 et 2025[42].
- 2025 Orgueil & Préjugés... ou presque, adaptation française par Virginie Hock et Jean-Marc Victor au Théâtre Saint-Georges à Paris de la comédie musicale d'Isobel McArthur[43].

#### Bande dessinée
Marvel, l'éditeur de « Comics » américain a lancé une courte série de cinq épisodes, dont premier épisode est sorti en avril 2009 sur un scénario de Nancy Hajeski et le dernier en août de la même année, avant de l'éditer en un seul volume.

#### Œuvres romanesques et paralittérature
Orgueil et Préjugés est le premier des romans de Jane Austen à avoir été plagié.
En 1913 une certaine Sybil Brinton écrit une suite, Old Friends and New Fancies, qui met aussi en scène divers personnages issus des six autres romans.
En 1928-1930, la femme de lettres japonaise Nogami Yaeko (1885-1985) qui a découvert le roman en 1907 et l'admire beaucoup (elle a même aidé son mari à le traduire), s'en inspire fortement pour écrire Machiko, un roman feuilleton contemporain paru dans Kaizō (Reconstruction), pour les épisodes un à sept, puis Chuō Kōron (Central Review), pour le dernier. L'ensemble est sorti en librairie en 1931. Entre janvier 1935 et avril 1936 elle publie, dans Fujin Kōron, une revue féminine, 虹 の 花 (Niji no hana) « Fleurs de l'arc-en-ciel », présenté comme une traduction libre de Pride and Prejudice, qui condense l'histoire d'« Erizabesu » et de « Daashi ».

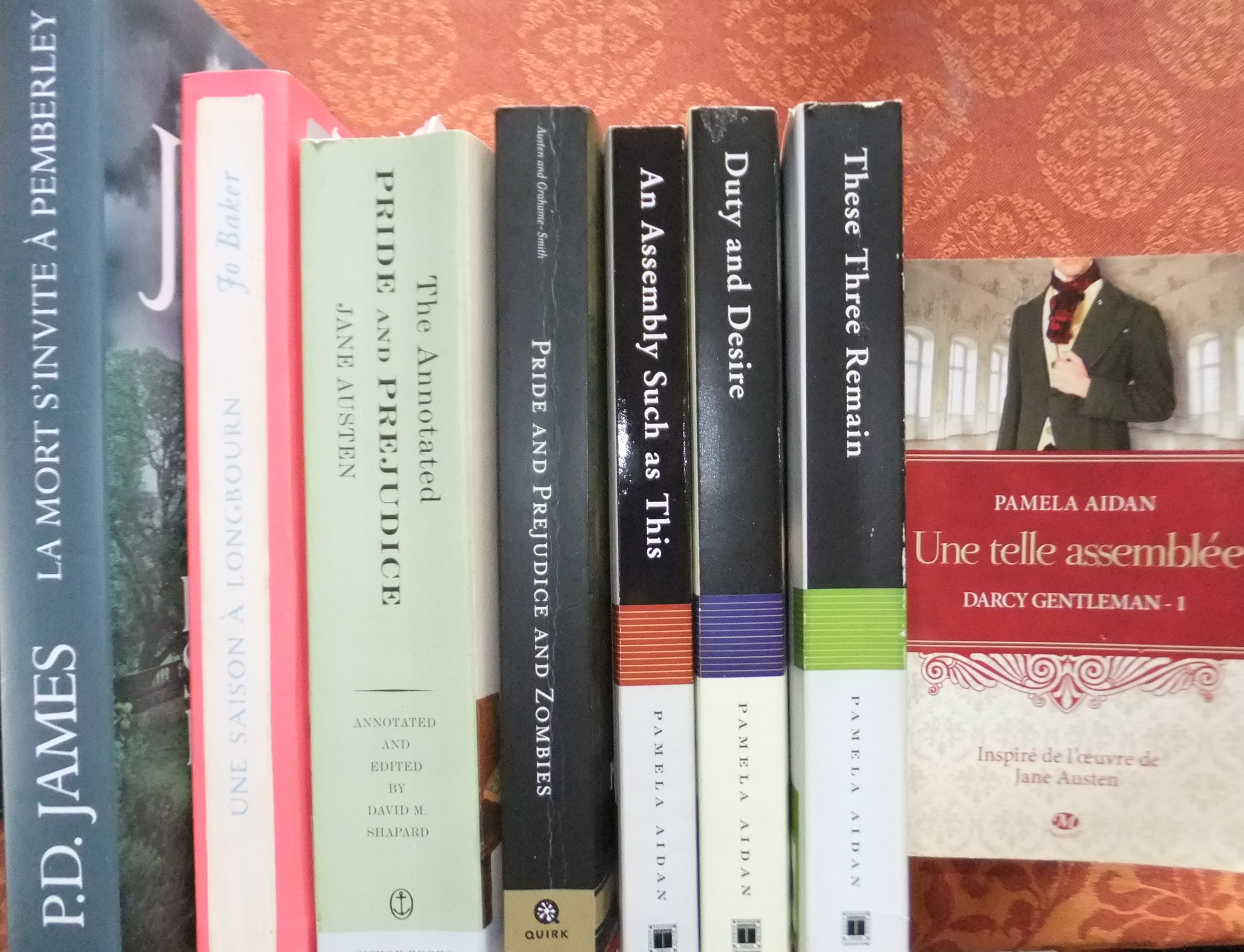
Quelques suites ou variations romanesques inspirées par Orgueil et Préjugés.

Au Royaume-Uni s'invente dans les années 1930 une littérature sentimentale inspirée par Jane Austen, son époque et les thèmes développés dans son œuvre. En 1935 Georgette Heyer écrit Regency Buck, le premier de ses romance novels dont l'action se situe durant la Régence anglaise, inaugurant le sous-genre littéraire du roman d'amour « Regence ».
Depuis, d'autres auteurs ont écrit des suites et des préquelles ou des pastiches, mais de qualité fort inégale, présentant aussi d'autres points de vue, voire de nouvelles interprétations. Ainsi, c'est par Mr Darcy's Diary qu'Amanda Grange commence en 2005 sa série de « Journaux » censés écrits par les protagonistes masculins des romans,.
D'autres fictions reprennent simplement la trame narrative du roman original, transposée, comme Amour, Orgueil et Préjugés de Jess Swann, retenu à la suite d'un « appel à texte » lancé par la maison d'édition suisse « Les Roses Bleues ».
Car les réécritures des romans de Jane Austen sont devenues si populaires que des maisons d'édition, anglophones pour la plupart, leur consacrent une collection ou se sont créées autour d'elles.
Tirant avantage de l’engouement actuel pour Jane Austen, certaines sont progressivement traduits en français, chez Milady pour les romances, dans la collection  Pemberley, voire chez Stock pour Une saison à Longbourn, de Jo Backer en 2014.
Certains de ces ouvrages qui imitent, adaptent ou prolongent Pride and Prejudice, dans des styles très différents, ont inspiré à leur tour le cinéma ou la télévision :
- En 1996 Helen Fielding publie une comédie romantique, Bridget Jones's Diary. Cette critique moqueuse des travers des Anglaises trentenaires de cette période est une libre adaptation et un hommage délibéré à Orgueil et Préjugés[58], décliné avec succès au cinéma en 2001.
- En 2009 Seth Grahame-Smith, surfant sur le goût du public pour des œuvres comme Twilight[51], publie un roman parodique, Pride and Prejudice and Zombies : il insère dans le texte même de Jane Austen des éléments issus des fictions modernes sur les zombies et les ninjas[59]. Une version cinématographique avec Lily James et Sam Riley sort en 2016.
- P. D. James rend hommage en 2011 à Jane Austen dans La mort s'invite à Pemberley (Death Comes to Pemberley), dont elle situe l'action en 1803, six ans après le mariage de Darcy et Elizabeth. Dans cette suite les personnages, confrontés à un meurtre, sont impliqués dans l'enquête policière qui s'ensuit. Dès 2013 la BBC programme une adaptation en trois épisodes dans laquelle Elizabeth est jouée par Anna Maxwell Martin et Darcy par Matthew Rhys.

Enfin des sites en lignes offrent de l'espace à d'autres variations autour des situations ou des personnages du roman :
- Les Bits of Ivory sont des textes écrits de 1997 à 2008 sur le site de « The Republic of Pemberley »[60].
- D'autres sites anglophones continuent à présenter de nouvelles fanfictions, par exemple : « Derbyshire Writers Guild », créé en 1997, « 50 Miles of Good Road », « Mrs Darcy Storysite » ou « Fanfiction.net », où des écrivains amateurs proposent des textes, en anglais le plus souvent, parfois avant de les faire éditer en livre numérique.

### Les autres romans

#### Sense and Sensibility(1811)

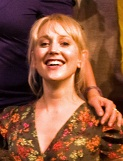
Hattie Morahan (Elinor Dashwood de 2008)

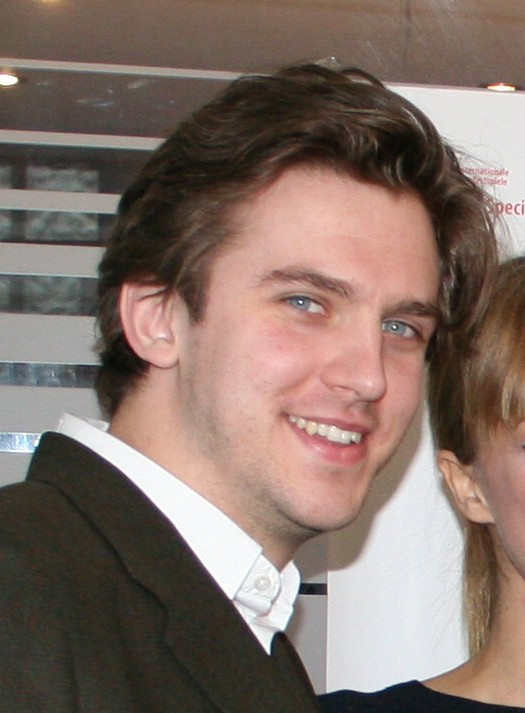
Dan Stevens (Edward Ferrars de 2008)

Le premier roman édité de Jane Austen, Sense and Sensibility, a nettement moins intéressé les réalisateurs que Pride and Prejudice. Il n'a pas tenté le cinéma avant 1995, mais il y a fait, à partir de cette date, comme Emma, l'objet d'adaptations ou de transpositions remarquées.

##### À la télévision
- 1950 : Sense and Sensibility, émission d'une heure de Delbert Mann, en direct et en noir et blanc, le 4 juin 1950, sur NBC (Philco Television Playhouse), avec Madge Evans dans le rôle d'Elinor Dashwood et Cloris Leachman dans le rôle de Marianne Dashwood.
- 1971 : Sense and Sensibility, mini-série en quatre épisodes de 50 min de David Giles pour BBC Two, avec Joanna David dans le rôle d'Elinor Dashwood et Ciaran Madden dans le rôle de Marianne Dashwood.
- 1981 : Sense and Sensibility, mini-série en sept épisodes de 30 min de Rodney Bennett pour BBC One, avec Irene Richard dans le rôle d'Elinor Dashwood et Tracey Childs dans celui de Marianne.
- 2008 : Raison et Sentiments, mini-série en trois épisodes de 55 min sur un scénario d'Andrew Davies pour BBC One, avec Hattie Morahan dans le rôle d'Elinor Dashwood et Charity Wakefield dans celui de Marianne, Dan Stevens dans celui d'Edward Ferrars, David Morrissey dans celui du colonel Brandon et Dominic Cooper dans celui de Willougby.
- Les Changements du destin, soap opera en Hindi, est une adaptation très libre diffusée sur Zee TV à partir d'avril 2014[61].

##### Au cinéma

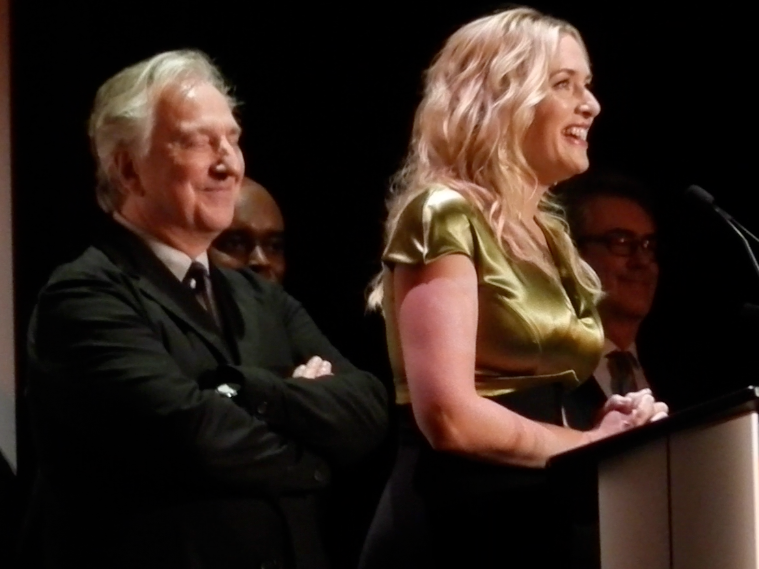
Kate Winslet (Marianne en 1995) et Alan Rickman (Brandon en 1995), ici au Festival international du film de Toronto de 2014.

- En 1995 Raison et Sentiments, un film de Ang Lee avec Emma Thompson dans le rôle d'Elinor Dashwood et Kate Winslet dans celui de Marianne, Alan Rickman dans le rôle du colonel Brandon et Hugh Grant dans celui d'Edward Ferrars.
- En 2000 Kandukondain Kandukondain, un film musical en tamoul (Kollywood) qui s'inspire autant du roman que de la version cinéma d'Ang Lee, avec Tabu dans le rôle de Sowmya (Elinor Dashwood) et Aishwarya Rai dans le rôle de Meenakshi (Marianne Dashwood), Ajit dans celui de Manohar (Edward Ferrars), Abbas dans celui de Srikanth (Willoughby) et Mammootty dans celui de Captain Bala (Colonel Brandon).
- En 2011 Scents and Sensibility, une comédie sentimentale tournée dans l'Utah, avec Ashley Williams (Elinor), Marla Sokoloff (Marianne) et Nick Zano (Brandon).
- En 2011 encore, From Prada to Nada, une comédie romantique située dans le milieu des Mexicano-Américains de Los Angeles, avec Camilla Belle dans le rôle de Nora Dominguez (Elinor), Alexa Vega dans celui de Mary Dominguez (Marianne), Wilmer Valderrama dans celui de Bruno (Brandon) et Nicholas D'Agosto dans celui d'Edward (Edward Ferrars).

##### À la radio
France Culture a proposé, à partir du 3 février 2025, dans le cadre de son feuilleton des soirs de semaine à 21h, une  série en dix épisodes de 28 minutes : Raison et sentiments de Jane Austen (sous-titrée : une analyse subtile de la bourgeoisie anglaise du 18e siècle. Et des histoires d'amour !), en utilisant la traduction de Sophie Chiari (Livre de Poche classique, 2011).

##### Sur Internet
Elinor and Marianne Take Barton : une web-série replaçant les personnages au XXIe siècle, sous la forme d'un blog vidéo tenu par Marianne Dashwood au cours de sa première année d'université (12 septembre 2014 au 8 mai 2015). Dans la lignée de la première web-série du genre, The Lizzie Bennet Diaries, Olivia Cole et Emily Rose ont créé cette version moderne dans le cadre de leur diplôme universitaire de cinéma et littérature. Les trente-deux épisodes sont joués, produits, filmés par les étudiants de l'Université de Warwick.

##### Bande dessinée
À la suite de sa série de cinq épisodes Pride and Prejudice parue en 2009, Marvel, l'éditeur de « Comics » américain, lance les cinq épisodes de Sense and Sensibility en mai 2010, sur un scénario de Nancy Hajeski (Butler), et des illustrations de Sonny Liew.

##### Paralittérature
- Sur The Republic of Pemberley : dans Bits of Ivory entre 1998 et 2007[60], et sur « Fanfiction.net », des textes, essentiellement en anglais.
- Quelques suites imprimées existent, comme Eliza's Daughter de Joan Aiken (1994)[69], ou d'autres types d'ouvrages, comme The Secrets of Love (2005) de Rosie Rushton (Les sœurs Dashwood, tome 1 : les secrets de l'amour, 2008) qui transpose l'histoire dans le Londres d'aujourd'hui, ou Colonel Brandon Diary d'Amanda Grange (2008), qui privilégie le point de vue du personnage (Le Journal du Colonel Brandon, 2013).
- Sense and Sensibility and Sea Monsters, paru en 2009, comme les deux autres Mashup Novels, est un roman parodique de Ben Winters, paru chez Quirk Books[70]. Il ajoute au roman de Jane Austen divers monstres marins et mutants, en utilisant le principe des univers parallèles ou alternatifs.

#### Mansfield Park(1814)

##### Adaptations

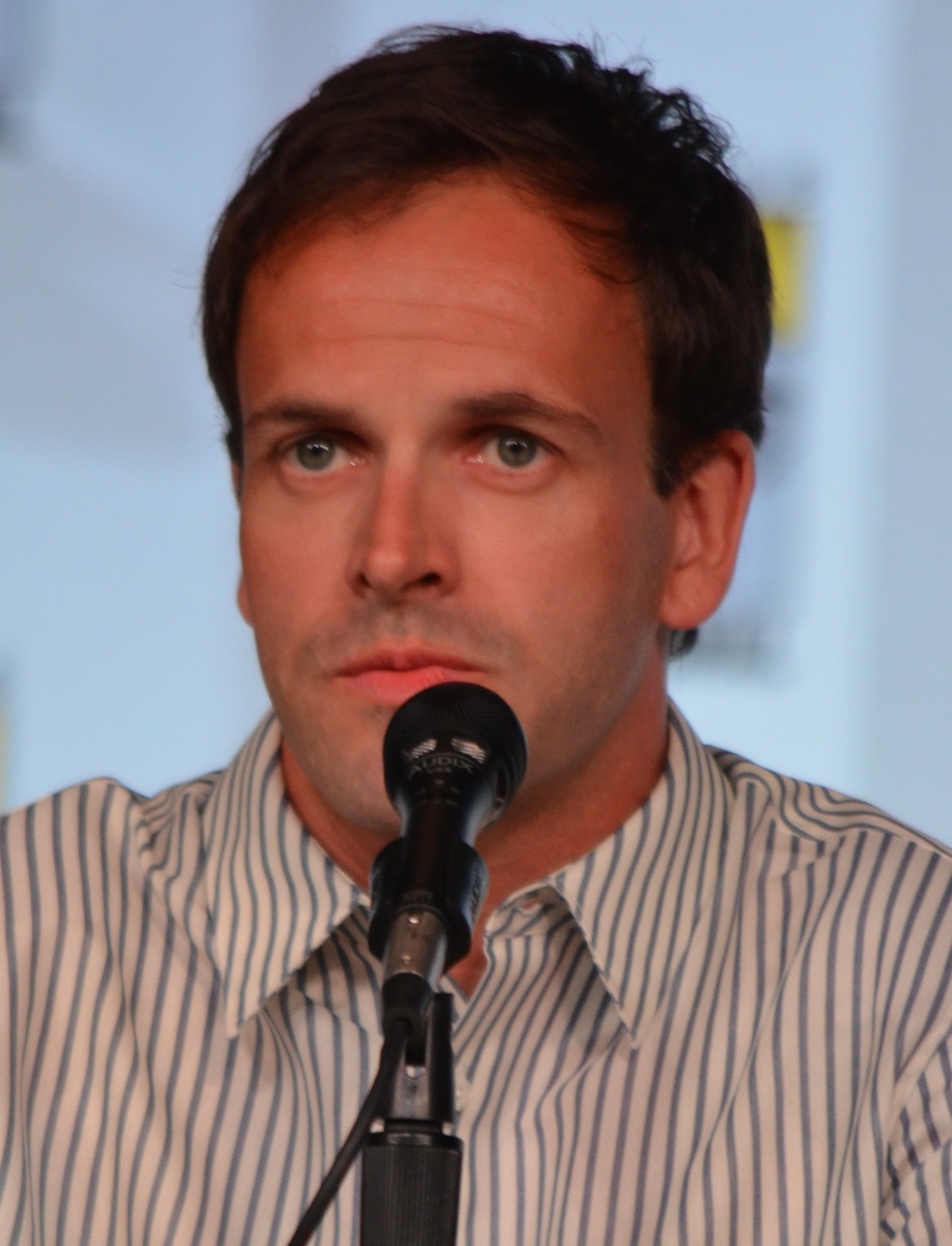
Jonny Lee Miller (Edmund Bertram en 1999 et Mr Knightley en 2009)

Mansfield Park a peu inspiré les scénaristes et les producteurs. Il n'existe que deux versions télévisées.
- Celle de 1983 : une mini-série en six épisodes de David Giles, avec Sylvestra Le Touzel dans le rôle de Fanny Price et Nicholas Farrell dans le rôle d'Edmund Bertram
- Celle de 2007 : un téléfilm d'Iain B. MacDonald pour ITV1, avec Billie Piper dans le rôle de Fanny Price et Blake Ritson dans celui d'Edmund Bertram[N 7].

Deux œuvres cinématographiques très différentes sont parues dans les années 1990 :
- En 1990, Metropolitan, le premier film de Whit Stillman, est une adaptation masquée de Mansfield Park : un petit groupe d'amis un peu vains issus de la haute société new-yorkaise (dont Nick, le cynique ; Charlie, le philosophe ; Sally, la bambocheuse et la janeite Audrey) rencontrent un soir Tom, moins bien né et plus idéaliste qu'eux, qui va bousculer leurs certitudes.
- En 1999, la version très personnelle de la canadienne Patricia Rozema, avec Frances O'Connor dans le rôle de Fanny Price et Jonny Lee Miller dans celui d'Edmund Bertram[72], est un échec commercial[73],[74]. Ce film féministe et irrévérencieux, produit par Miramax, relève de l'esthétique gothique ; il présente en outre Sir Thomas comme un despote esclavagiste et Mansfield Park comme un lieu décadent et corrompu, d'où Fanny et Edmund se libèrent à la fin[75].

En 2011, le musicien Jonathan Dove écrit pour Heritage Opera un opéra de chambre en deux actes sur un livret de Alasdair Middleton. Créé le 30 juillet, puis en tournée dans des sites du patrimoine dans le nord-ouest de l'Angleterre, Mansfield Park (en) est repris à Londres en 2012 et 2013 et à Baltimore aux États-Unis en 2015.
Sur le Web paraît, de décembre 2014 à novembre à 2015, une web-série créée par Foot in the Door Theatre, une troupe composée d'étudiants de l'Université de Winchester. Dans From Mansfield with Love, qui reprend les personnages au XXIe siècle, la jeune Frankie Price, employée au Mansfield Park Hôtel, communique avec son frère dans la Navy à travers son blog vidéo.

##### Paralittérature
Quelques romanciers ont imaginé des suites ou des variations autour de Mansfield Park, mais les auteurs, peu inspirés par l'héroïne « mi-docte, mi-servile », préfèrent développer les personnages secondaires. Joan Aiken, auteur de romans gothiques pour la jeunesse, écrivit en 1985 un Mansfield Park revisited assez controversé, centré sur Susan, où Edmund et Fanny sont partis aux Caraïbes et les Crawford, présentés comme des victimes, réapparaissent. Mansfield Park, An Alternative Ending, par Anne Owen and Dorothy Allen, est paru en 1989, suivi en 1990 de Mrs. Rushworth, par Victor Gordon. En 2008 Amanda Grange proposa Edmund Bertram Diary et Carry Brebis The Matters at Mansfield; or, The Crawford Affairs.
Dans la version originale de Harry Potter le nom de la chatte d'Argus Ruzard (Argus Filch en anglais), qui se mêle de tout, surveille tout et tout le monde, est un hommage à Jane Austen en forme de clin d'œil : J. K. Rowling l'a nommée Mrs Norris.

#### Emma(1815)
Après Orgueil et Préjugés, Emma est le roman de Jane Austen qui a le plus tôt inspiré les réalisateurs : une première adaptation, pour la BBC, a été tournée en 1948. Au milieu des années 1990, paraissent pas moins de trois versions à succès : Clueless, une transposition moderne, et deux versions d'époque, une américaine au cinéma et une britannique à la télévision.

##### Au cinéma

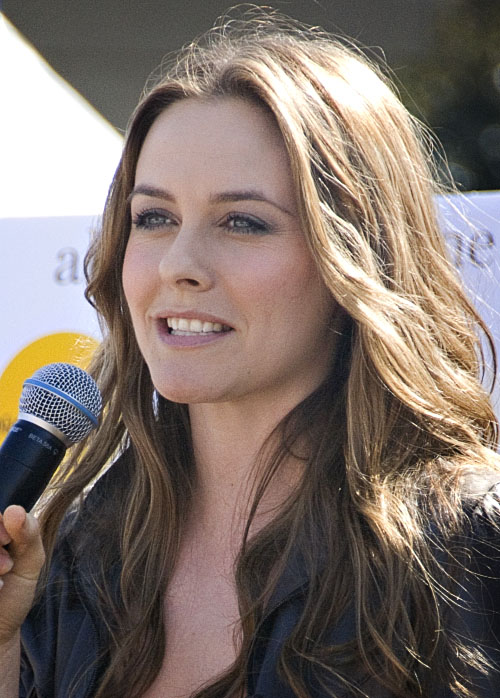
Alicia Silverstone, qui joua Cher en 1995, version transposée d'Emma

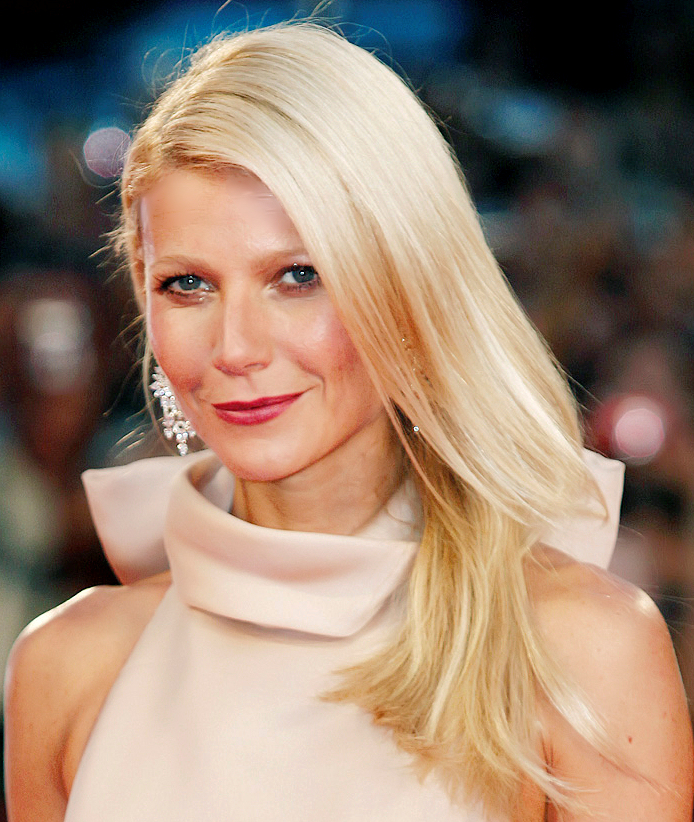
Gwyneth Paltrow, l'Emma de 1996.

Clueless, film d'Amy Heckerling avec Alicia Silverstone dans le rôle principal, celui de Cherilyn « Cher » Horowitz parait en 1995. Le microcosme d'Emma est transposé dans un lycée de Beverly Hills. La question des classes sociales bien présente et le ton satirique font de cette comédie de mœurs moderne une très bonne adaptation, bien que la plupart des spectateurs n'y voient qu'un film pour adolescents, dans le style des séries télévisées américaines. S'y ajoute une diversité ethnique et sexuelle : la meilleure amie de l'héroïne, Dionne Davenport (Stacey Dash), est une riche Afro-américaine, l'orpheline Tai Frasier (Brittany Murphy) est une nouvelle élève venue du Bronx et Christian Stovitz, le nouvel élève dont Cher tombe amoureuse, est gay. Le succès du film est à l'origine d'une série dérivée du même nom, diffusée initialement de 1996 à 1999 aux États-Unis et dès 1999 sur France 2.
L'année suivante sort Emma, l'entremetteuse, film hollywoodien de Douglas McGrath avec Gwyneth Paltrow qui joue une Emma rayonnante et mutine, finalement plus moderne que Cher Horowitz. Elle est indépendante, audacieuse physiquement (elle tire à l'arc, conduit seule son curricle), spirituelle et très sûre d'elle. Dans cette comédie romanesque Jeremy Northam est un Knightley séduisant et plus jeune que l'original, et les différences sociales sont peu marquées. Le film baigne dans l'atmosphère luxueuse, élégante et gracieuse d'un monde idéalisé, perpétuellement ensoleillé.
En 2010 sort en Grande-Bretagne, aux États-Unis, en Inde et dans quelques autres pays orientaux, Aisha, adaptation très libre en hindi, interprétée en particulier par Sonam Kapoor et Abhay Deol, dont le ton n'est pas sans rappeler Clueless.

##### À la télévision
Le 23 mai 1948 la BBC présente une première version d'Emma, un film de 105 min en noir et blanc, produit par Michael Barry avec Judy Campbell dans le rôle d'Emma Woodhouse, Ralph Michael dans celui de Mr Knightley, Richard Hurndall dans celui de Mr Elton, Daphne Slater dans celui de Harriet Smith.
Les productions suivantes de la BBC sont en six épisodes, tournées essentiellement en studio :
- En 1960 : Emma, mini-série de Campbell Logan, en noir et blanc et en six épisodes de 30 min, avec Diana Fairfax dans le rôle d'Emma et Paul Daneman dans celui de Mr Knightley.
- En 1972 : Emma, mini-série en couleurs de John Glenister sur un scénario de Denis Constanduros, en six épisodes de 40 min avec Doran Godwin dans le rôle d'Emma et John Carson dans celui de Mr Knightley.

En 1996, la même année qu'Emma, l'entremetteuse, ITV présente Emma, un téléfilm de 107 min de Diarmuid Lawrence sur un scénario de Andrew Davies. Avec Kate Beckinsale dans le rôle d'Emma et Mark Strong dans celui de Mr Knightley, c'est la première adaptation télévisée à utiliser les extérieurs de manière systématique.
En 2009, BBC One produit une nouvelle adaptation, une mini-série en quatre épisodes de 60 min, sur un scénario de Sandy Welch, avec Romola Garai dans le rôle d'Emma Woodhouse et Jonny Lee Miller dans celui de Mr Knightley, tournée essentiellement en décors naturels dans le Kent.

##### Sur Internet
Le succès de The Lizzie Bennet Diaries a incité l'équipe de Bernie Su à créer Emma Approuved, web série en forme de série interactive de 72 épisodes diffusés du 7 octobre 2013 au 21 août 2014, avec Joanna Sotomura (Emma Woodhouse) et Brent Bailey (Alex Knightley). Emma est une « manageuse de style de vie » organisatrice de mariages, qui se filme dans le but de faire un documentaire sur sa vie.

##### Paralittérature
- Reginald Hill est l'auteur d'une nouvelle parue en 1987, Pauvre Emma (Poor Emma), parue en français en complément de Il n'y a pas de fantômes en Union soviétique (Poche, 2007), dans lequel la finance joue un rôle primordial.
- Joan Aiken a écrit en 1996 Jane Fairfax:The Secret Story of the Second Heroine in Jane Austen's Emma, A Companion volume to Emma (Jane Fairfax : L'Histoire secrète de l'autre héroïne d'Emma)[89].
- En 1997, Rachel Billington imagine une suite au roman, Emma & Knightley, Perfect Happyness in Highbury, rééditée en 2008[90].
- Amanda Grange publie en 2006 Mr Knightley's Diary (Le Journal de Mr Knightley, 2013)[91],[53].
- En 2008 Juliet Archer écrit De l'importance d'être Emma, une version moderne d'Emma[92], premier tome d'une série de Choc Lit (« Littérature chocolat ») qui doit contenir une adaptation au XXIe siècle de tous les grands romans de Jane Austen,
- En 2009, la même année que Orgueil et Préjugés et Zombies, parait une sorte de parodie d'Emma, Emma et les loups-garous, d'Adam Rann, Mashup Novel qui cherche à donner l'illusion que le roman a été écrit conjointement par Adam Rann et Jane Austen[93].

Emma, le roman, apparaît dans Naked, film de 1993 de Mike Leigh, dans lequel le personnage principal, Johnny (joué par David Thewlis), confond le titre et le nom de l'auteur.

#### Northanger Abbey(1817)
Northanger Abbey a bénéficié d'adaptations radiophoniques à la BBC et de nombreuses adaptations théâtrales, mais n'a été porté que deux fois à l'écran, en 1986 et en 2007.

##### À la télévision

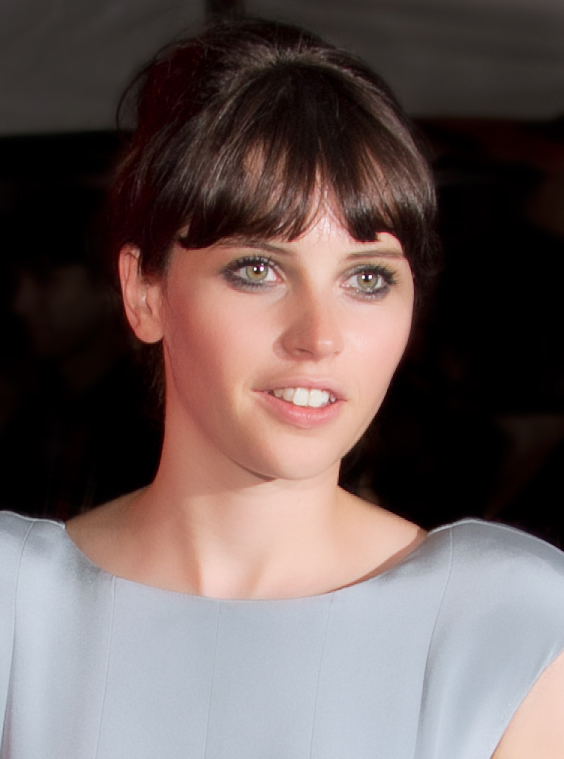
Felicity Jones (Catherine Morland en 2007)

En 1986 Giles Foster tourne un film de 88 min sur un scénario de Maggie Wadey, avec Katharine Schlesinger dans le rôle de Catherine Morland et Peter Firth dans celui de Henry Tilney. Il est diffusé le 15 février 1987 sur BBC Two, dans l'émission Screen Two. Mais contrairement au roman, qui est une parodie des romans gothiques, le film exploite au premier degré les clichés gothiques et baigne dans une atmosphère angoissante. Même Bath est vu à travers un prisme gothique.
À la suite de l'échec commercial du Mansfield Park de Patricia Rozema, le scénario de Northanger Abbey écrit par Andrew Davies pour Miramax est resté dans les tiroirs. Mais en 2007 ITV1 programme Northanger Abbey, un téléfilm de Jon Jones sur un scénario du même Andrew Davies, avec Felicity Jones dans le rôle de Catherine Morland et JJ Feild dans celui de Henry Tilney.

##### Divers
- En 1998, dans Pup Fiction, un épisode de la série télévisée américaine pour enfants Wishbone, diffusé le 25 mai, le Jack Russell terrier Wishbone joue le rôle de Henry Tilney, et Amy Acker est Catherine Morland[96],[97].
- Ruby in Paradise, film de Victor Nuñez sorti en 1993 avec Ashley Judd dans le rôle-titre, est un hommage à Northanger Abbey[97].

#### Persuasion(1817)

##### Adaptations
Le dernier roman de Jane Austen a été adapté deux fois en plusieurs épisodes en Grande-Bretagne. En 1960-1961, la BBC présente quatre épisodes en noir et blanc, avec Daphne Slater dans le rôle d'Anne Elliot et Paul Daneman dans celui du capitaine Wentworth ; en 1971, sur ITV Granada, Persuasion est diffusé en couleur et en cinq épisodes de 45 min, avec Ann Firbank dans le rôle d'Anne et Bryan Marshall dans celui du capitaine Wentworth.

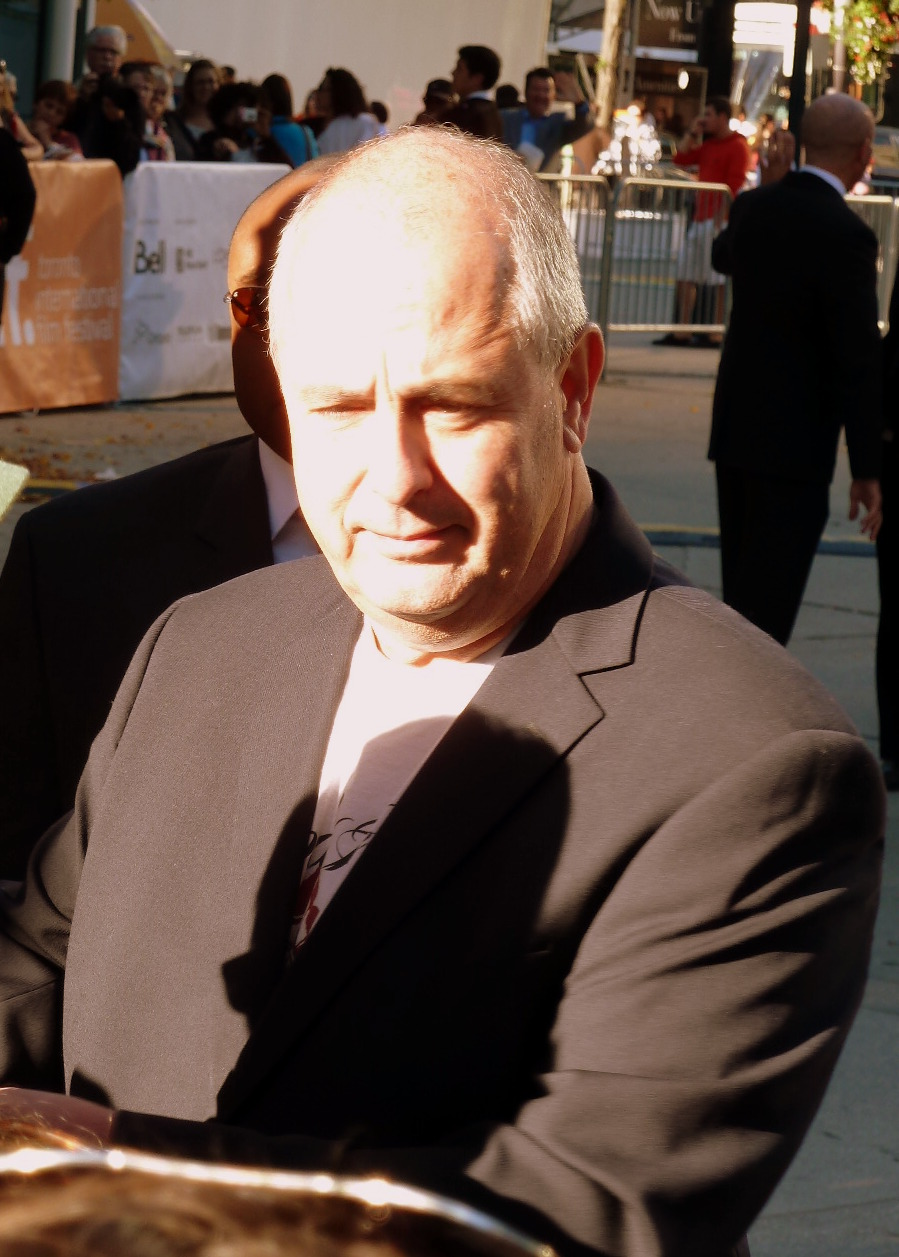
En 1995, grâce à la sortie en salle de Persuasion, Roger Michel passe de la télévision au cinéma.

Le 16 avril 1995 a lieu sur BBC Two, dans l'émission Screen Two, la première diffusion de Persuasion, téléfilm de 104 min produit par Roger Michell, avec Amanda Root dans le rôle d'Anne et Ciarán Hinds dans celui du capitaine Wentworth.
Il s'agit de l'une des six adaptations produites au milieu des années 1990, et elle profita de l'intérêt porté alors à Jane Austen par Hollywood. Sony Pictures Classics l'a sortie en salle aux États-Unis le 27 septembre 1995, signant ainsi le début de sa carrière cinématographique.
En 2007 une nouvelle adaptation est diffusé sur ITV1, un téléfilm de 95 min réalisé par Adrian Shergold sur un scénario de Simon Burke, avec Sally Hawkins dans le rôle d'Anne Elliot et Rupert Penry-Jones dans le rôle du capitaine Wentworth.

##### Paralittérature
Comme pour les autres romans de Jane Austen, il existe des récits recueillis de 1997 à 2007 dans Bits of Ivory sur le site de The Republic of Pemberley.
Le personnage de Frederick Wentworth a tenté au moins deux auteurs :
Susan Kaye propose deux volumes consacrés à Frederick Wentworth, Captain. Dans le tome 1, None but you (2007) elle décrit les déplacements de Frederick Wentworth, une fois démobilisé et rentré en Angleterre, avant son arrivée à Kellynch, puis dans le tome 2, For You Alone (2008) les événements de Persuasion vus du point de vue de Frederick, dont elle dévoile des éléments biographiques (son enfance, sa carrière dans la Navy) et psychologiques, dans un style qui « rend hommage à l'époque de la Régence».
De son côté, Amanda Grange a continué ses réécritures des romans de Jane Austen du point de vue du protagoniste masculin, en publiant en 2009 le Journal du capitaine Wentworth, paru en français en 2013, où est relatée sa première rencontre avec Anne Elliot.
Laura Hile consacre les trois tomes de Mercy's Embrace à Elizabeth Elliot : So Rough A Course, So Lively a Chase et The Lady Must Decide.

##### Autres
Dans le film fantastique The Lake House d'Alejandro Agresti, sorti en 2006, Alex Wyler (Keanu Reeves) découvre un exemplaire de Persuasion dans la gare où Kate Forster (Sandra Bullock) lui a signalé qu'elle l'avait oublié. Ce roman, qu'elle aime particulièrement, la conforte dans l'idée qu'il peut y avoir pour eux-mêmes une « deuxième chance », malgré la séparation et le temps (ils vivent à deux années d'intervalle et communiquent uniquement par la boite à lettres de la « maison du lac »).

#### Lady Susan(1794-1871)

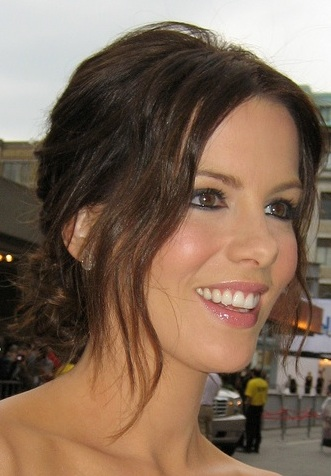
Kate Beckinsale, « Lady Susan » au cinéma en 2016, après avoir été « Emma » à la télévision en 1996.

##### Adaptation
Lady Susan est un court roman épistolaire, une sorte de conte moral écrit vers 1794 par Jane Austen, publié seulement en 1871 et traduit en français en 2000.
En 2016 le cinéaste et écrivain Whit Stillman en tire une comédie élégante et mordante, sous un titre emprunté à une autre œuvre de jeunesse, Love and Friendship.
Kate Beckinsale y joue une veuve jeune et séduisante mais désargentée « prête à toutes les manipulations, et aux arrangements matrimoniaux les plus improbables, pour assurer son avenir » et conforter sa position sociale au sein d'une aristocratie anglaise dont les membres sont croqués de façon très drôle.

##### Œuvre romanesque
Whit Stillman accompagne son adaptation cinématographique d'un court roman avec le même titre : Love & Friendship (traduit en français en 2018). En apparence défense de Lady Susan, selon son sous-titre : Où la fascinante Lady Susan Vernon est entièrement blanchie des accusations calomnieuses de Jane Austen, c'est à la fois une réécriture, une parodie et un exercice d’admiration.

## Le phénomène Austen
L'intérêt pour Jane Austen, en ce début de troisième millénaire relève de la nostalgie d'une certaine forme d'anglicité, du monde, un peu idéalisé, d'avant l'industrialisation et l'urbanisation, un passé qui, dans les multiples adaptations ou transpositions, est en fait constamment réinventé, réactualisé, « relooké ». Et il devient difficile de nettement séparer ce qui relève de l'érudition et de la culture de masse, de la littérature et du divertissement populaire.

### L'Austenmania
Les références et allusions à Jane Austen ou à son œuvre sont sans limites (name-dropping en anglais). En particulier, l'aphorisme en première phrase de Pride and Prejudice est presque aussi célèbre que « to be or not to be », le début du monologue de Hamlet, et sa citation parodiée à la moindre occasion. La structure mathématique de la phrase se prête au détournement : « It is a truth universally acknowledged, that a […] in possession of […], must be in want of […] » (« c'est une vérité universellement reconnue qu'un(e) […] pourvu(e) de […] doit forcément être en quête de […]»).
L'« addiction à Austen » fait partie, dans le monde anglo-saxon, d'une florissante « industrie du patrimoine », et contamine peu à peu la sphère francophone. Elle est, en particulier, une source intarissable de romances en format papier ou numérique, qui trop souvent « harlequinisent » les intrigues et « glamorisent » les héros d'Austen, pour reprendre les expressions de Deborah Kaplan, sans compter les ouvrages où la lectrice (ou son avatar) se projette dans un univers austenien, comme : Lost in Austen: Create Your Own Jane Austen Adventure d'Emma Campbell Webster, paru en Grande-Bretagne en 2007, un an avant la série télévisée homonyme ; Austenland de Shannon Hale paru la même année, et les Jane Austen Addict de Laurie Viera Rigler (Confessions of a Jane Austen Addict paru lui aussi en 2007 et Rude Awakenings of a Jane Austen Addict paru en 2009).

### Un art de vivre?
Jane Austen semble proposer à ses admirateurs tout un mode de vie. Dans Lettre ouverte à Jane Austen, film tiré du roman de Karen Joy Fowler The Jane Austen Book's Club en 2007, les six membres du « Club de lecture Jane Austen » non seulement discutent de la vie et de l'œuvre de leur auteur fétiche, mais sont directement inspirés par des personnages précis et leur vie se modèle peu à peu sur la leur.
Dans Austenland (Coup de foudre à Austenland), de Shannon Hale, l'héroïne, Jane Hayes, est une New-Yorkaise trentenaire, obsédée par Darcy-Colin Firth, qui espère rencontrer son Darcy en Angleterre au cours d'un séjour dans un parc à thèmes recréant l'univers des romans de Jane Austen. Une version cinéma est sortie en 2013, où elle est incarnée par Keri Russell.
En 2011, avec Le Roman du mariage (The Marriage Plot) Jeffrey Eugenides, tout en se demandant si on peut encore écrire un roman d’amour comme au XIXe siècle, bâtit un roman d'apprentissage, actualisant, à travers ses trois jeunes protagonistes, Madeleine, Leonard et Mitchell, le thème principal des romans de Jane Austen, et s'inscrivant « dans la longue tradition du roman réaliste anglo-saxon ».
La même année, William Deresiewicz (en), écrivain et critique littéraire américain, dans A Jane Austen Education, How Six Novels Taught me About Love, Friendship, and the Things that Really Matter (comment six romans m'ont enseigné l'amour, l'amitié et ce qui compte vraiment) montre comment les romans de Jane Austen l'ont aidé à devenir adulte.
En 2010, une bande-annonce parodique eut un certain succès en ligne, moquant les romans de Jane Austen et ses personnages trop bien élevés. Titré Jane Austen's Fight Club, ce mashup présente Elizabeth Bennet dirigeant des séances de pugilat pour aider les autres personnages à évacuer leur mal-être,.

### Miscellanies
- En 1980, le film Jane Austen à Manhattan met en scène deux compagnies théâtrales rivales qui se disputent le droit de monter une œuvre de jeunesse de Jane Austen, sa petite pièce de théâtre parodique Sir Charles Grandison, qui vient d'être éditée[122].
- En 1990, le film de Whit Stillman, Metropolitan, décrit le passage à l'âge adulte de jeunes New-Yorkais de la grande bourgeoisie urbaine. Emmanuel Levy signale que cette comédie de mœurs fait explicitement référence à Mansfield Park[123]. Pour Madeleine Dobie, c'est, comme Ruby in Paradise ou  Le Journal de Bridget Jones, un de ces « remakes » d'un roman de Jane Austen[124], qui mêlent, dans une sorte de continuum, les questionnements actuels et passés, à la lumière du combat postféministe (postfeminist backlash)[124].
- En 2007, un canular de David Lassman, à l'époque directeur du « Festival Jane Austen » à Bath, a fait le tour du monde anglophone : se demandant si elle réussirait à se faire éditer aujourd'hui, il a envoyé à dix-huit maisons d'édition les premières pages et un synopsis de Northanger Abbey, puis de Persuasion et enfin de Pride and Prejudice, les titrant respectivement Susan, The Watsons et First Impressions, sous le pseudonyme d'A[lison] Laydee, en changeant juste les noms des personnages et des lieux. Toutes ont refusé ses manuscrits, mais un seul lecteur a repéré le plagiat[125],[126].
- En 2013 la Banque d'Angleterre annonça que Jane Austen illustrerait le prochain billet de dix livres, édité probablement en 2017 pour le bicentenaire de sa mort[127].
- En 2014, dans Le Gardien, sixième épisode de la huitième saison de Doctor Who, Clara Oswald fait étudier Pride and Prejudice  à ses élèves et en 2015, dans le premier épisode de la neuvième saison, Le Magicien et son disciple, elle la décrit comme « an amazing writer, astonishing comic observer and, strictly between ourselves, a phenomenal kisser » (un écrivain remarquable, une formidable observatrice pleine d'humour, qui, strictement entre nous, embrasse merveilleusement bien).